# Ruderclub Hansa von 1898

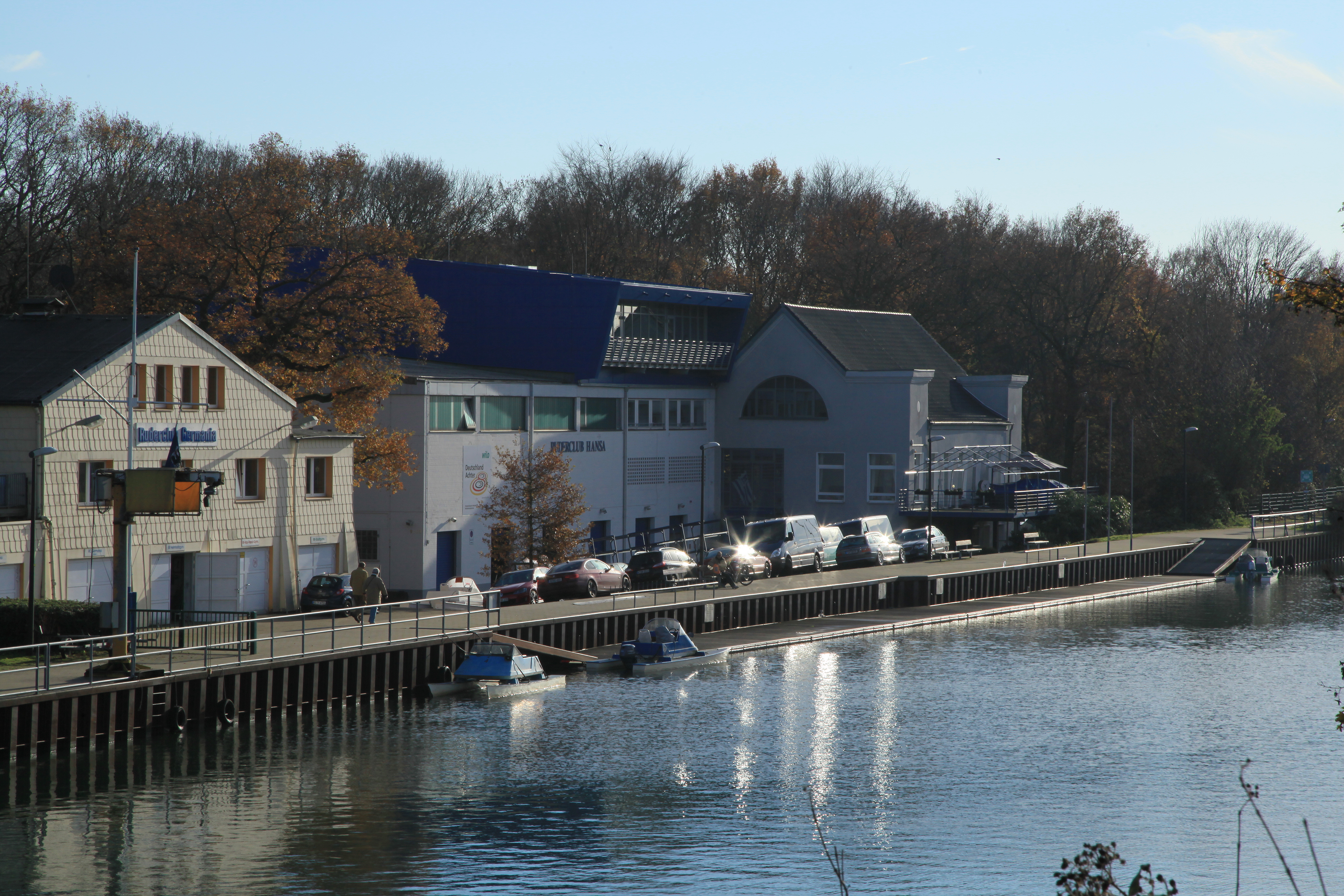
Verbundene Bootsanlage RC Germania und RC Hansa (2015)

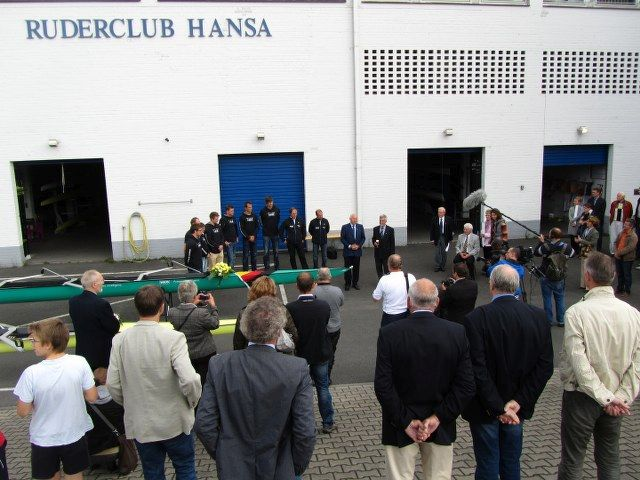
Bootstaufe (2012)

Der Ruderclub Hansa von 1898 e. V. ist ein gemeinnütziger Sportverein für das Leistungs- und Freizeitrudern am Dortmund-Ems-Kanal im Stadtbezirk Innenstadt-Nord der Stadt Dortmund.
Der RC Hansa Dortmund wurde am 6. Oktober 1898 gegründet und ist unter der Nummer VR 1750 im Vereinsregister beim Amtsgericht Dortmund eingetragen. Er ist dem Deutschen Ruderverband (DRV) in Hannover und dem Nordrhein-Westfälischen Ruder-Verband (NWRV) in Duisburg angeschlossen. Das Namensrelikt „Hansa“ ist eine Latinisierung des Wortes Hanse.
In den Gebäuden des Ruderclub befindet sich auch das Bundesleistungszentrum Rudern Dortmund des DRV. Hier trainieren Teile der Nationalmannschaft für internationale Wettkämpfe. Der Riemenbereich der Männer mit dem Deutschland-Achter ist hier beheimatet. Der Ruderclub Hansa veranstaltet regelmäßig in der zweiten Jahreshälfte den Langstreckentest des Deutschen Ruderverbandes. Bei diesem Test geht die deutsche Ruderelite in Kleinbooten auf die sechs Kilometer lange Kanalstrecke. Die Ergebnisse entscheiden über die Besetzungen der Großboote des Nationalteams mit.
Es bestehen Kooperationen mit einem Dortmunder Gymnasium und dem Hochschulsport der Technischen Universität und der Fachhochschule Dortmund.

## Lage
Die Vereinsgründung und das Übungs- und Sportgelände sind vollständig mit dem Bau des Dortmund-Ems-Kanal und des Dortmunder Hafen verbunden. Der Kanalbau begann 1895; der Hafen wurde 1899 durch Kaiser Wilhelm II. eröffnet. Bis heute steht das Vereinshaus, wenn auch mit mehreren Neu- und Ausbauten, am selben Ort westlich des Fredenbaum zwischen Hardenberghafen und dem Petroleumhafen. An der Adresse „An den Bootshäusern“ befinden sich auch der Ruderclub Germania von 1929 und der Kanuverein Freier Sportverein 1898 Dortmund.

## Erfolge
Beginnend in den 1960er Jahren verstärkte der RC Hansa seine Leistungssportaktivitäten, die 1969 zum ersten Gewinn bei einer deutschen Meisterschaft führte. In den Folgejahren gelang einigen Hansa-Ruderern der Sprung in den Deutschland-Achter. Bei den Olympischen Sommerspielen 1972 in München ruderten mit Bernd Truschinski, Reinhard Wendemuth, Günter Petersmann und Frithjof Henckel gleich vier Dortmunder im deutschen Großboot auf den fünften Platz.
Die Erfolge zu Beginn der 1970er-Jahre führten im Jahr 1976 zur Gründung des Bundesleistungszentrums mit der einhergehenden Professionalisierung. 1983 gewann der sogenannte „Ruhr-Vierer“ mit den Dortmundern Norbert Keßlau und Jörg Puttlitz den ersten WM-Titel für den Verein. Ab 1986 wurde Ralf Holtmeyer Bundestrainer der Männer am Stützpunkt. 1988 errang der unter ihm trainierende Deutschland-Achter bei den Olympischen Sommerspielen in Seoul die olympische Goldmedaille und in den Folgejahren fünf WM-Titel. Viele Ruderer wie beispielsweise Markus Vogt, Thomas Domian, Christoph Korte, Andreas Lütkefels, Stefan Scholz, Claas-Peter Fischer, Matthias Ungemach, Peter Thiede, Bahne Rabe und Armin Eichholz wechselten damals ihren Verein und schlossen sich dem RC Hansa an.
Auch im Frauenbereich stellte der RC Hansa einige erfolgreiche Athletinnen. Birte Siech, Cerstin Petersmann, Daniela Neunast und Ingeburg Schwerzmann konnten sich beispielsweise für die Olympischen Sommerspiele 1992 qualifizieren und dort teilweise Medaillen erringen. Später starteten Wilma Dressel und Sonja Ziegler für den Verein in Nationalmannschaftsbooten.
Der RC Hansa wurde 1996 und 2007 mit dem „Grünen Band für vorbildliche Talentförderung“ ausgezeichnet. Aufgrund der Erfolge entwickelte sich das Bootshaus des RC Hansa zum Leistungszentrum, seit 1976 ist der RC Hansa offizieller Bundesstützpunkt der Ruderer.